# Ozon (rivière)
Pour les articles homonymes, voir Ozon.
L'Ozon est une rivière française, affluent droit de la Vienne, dans le département de la Vienne, dans la région Nouvelle-Aquitaine.

## Géographie
L'Ozon prend sa source au sud-est d'Archigny, à 109 m d'altitude, au lieu-dit le Font de l'Étang. 
Il conflue en rive droite de la Vienne, à Châtellerault, à 48 m d'altitude, juste au nord de l'aérodrome de Châtellerault - Targé, et au sud du viaduc d'Ozon, en pierre et ferroviaire. 
L'Ozon est l'une des quatre rivières qui arrosent Châtellerault. La rivière a donné son nom : d'une part, au quartier sud et ancien village bordant la rivière situé en direction de Chauvigny et Limoges où d'ailleurs se trouve une usine de farine appelée Les Grands Moulins d'Ozon, d'autre part à la commanderie d'Ozon, puis à la ZUP toute proche créée plus au nord dans les années 60 sous le nom de la Plaine d'Ozon, ainsi qu'au camping du Chillou d'Ozon, camping municipal de Châtellerault situé près du parc des expositions du Chillou. 

### Communes et cantons traversés
Dans le seul département de la Vienne, l'Ozon traverse les six communes suivantes, de l'amont vers l'aval, de Archigny (source), Bonneuil-Matours, Monthoiron, Senillé, Availles-en-Châtellerault, et Châtellerault (confluence).
Soit en termes de cantons, l'Ozon ne prend source dans le canton de Chauvigny, conflue dans le canton de Châtellerault-3, le tout dans l'arrondissement de Châtellerault.

### Organisme gestionnaire
Le Synd Inter Com Aménagement Vallée Ozon a été créé en octobre 1962 et a son siège à Monthoiron.

## Affluents
L'Ozon a plusieurs affluents :
- le ruisseau de Hordin (rg) ;
- le ruisseau de Villaray (rd) ;
- le Maury (rd) ;
- le ruisseau de Chaudet (rd) ;
- le ruisseau des Planches (rd).

Donc son rang de Strahler est de deux.

## Aménagements et écologie

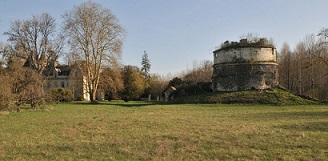
Le château tour forteresse de Monthoiron.

Sur son cours, on rencontre d'amont en aval, les lieux-dits suivants du moulin de Vaux, le moulin de Chavarré, les Marais, le pont de l'Huilier, le moulin de Berthoin, le gué de Noillé, le gué de Maugeant, le gué au Loup, le château de Monthoiron, l'huilerie près de Grusson, le gué de Landin, le moulin du Gué Girard, le Moulineau, le moulin des Halles, le moulin de Mazeray sur l'Ozon Jeune, par opposition à l'autre bras nommé l'Ozon Vieux, le moulin d'Ozon, et le moulin des Tanneries, avant la chapelle et la Commanderie d'Auzon.